# Acarposporophycos
Acarposporophycos, monotipski rod crvenih alga opisan 2019. godine, u kojega je smještena slatkovodna alga iz istočnog Brazila (São Paulo), A. brasiliensis.
Pripada porodici Batrachospermaceae, a prvi puta je opisana 1987. pod imenom Batrachospermum brasiliense.

## Sinonimi
- Batrachospermum brasiliense Necchi